# Consilier de stat (Rusia)
Consilierul de stat (în rusă статский советник, transliterat: statskii sovetnik) a fost o poziție civilă (clasă) în Imperiul Rus, în conformitate cu Tabelul rangurilor introdus de Petru cel Mare în 1722. Era un rang civil de gradul 5, echivalent cu gradele de general de brigadă în Armata, căpitan-comandor în Marină și Mareșal al Curții sau Mare Paharnic la Curtea Imperială. În 1796 gradul de general de brigadă a fost desființat în Armată, deci rangul de consilier de stat a fost plasat între gradele de general-maior și colonel. Până în 1856, rangul nobiliar de consilier de stat era transmis ereditar; mai târziu, pragul de acces în nobilime a fost ridicat la gradul 4. Formula de adresare către deținătorul acestui rang trebuia să fie Înălțimea voastră de neam înalt (în rusă Ваше Высокородие, transliterat: Vașce Vîsokorodie).

## Privire de ansamblu
Consilierii de stat serveau de obicei ca viceguvernatori, vicedirectori ai departamentelor guvernamentale sau  președinți ai instituțiilor de stat. Pe la mijlocul secolului al XIX-lea, acest rang era cel mai mic dintre rangurile superioare ale funcționarilor statului. Acest grup de funcționari (de la gradul 1 la gradul 5) a reprezentat instituția de stat cea mai înaltă ce punea în practică politica guvernului. Deținătorii acestei poziții se bucurau de privilegii speciale și salarii mari. Inițial, pentru a accede la rangul de consilier de stat, un candidat trebuia să petreacă cinci ani într-un rang inferior. 
Rangul a fost abolit în 1917 prin decretul sovietic cu privire la moșii și rangurile civile.